# Lepidopilidium plebejum
Lepidopilidium plebejum là một loài rêu trong họ Pilotrichaceae. Loài này được (Müll. Hal.) Sehnem mô tả khoa học đầu tiên năm 1979.